# Bankowy papier wartościowy
Bankowy papier wartościowy (BPW) – dłużny papier wartościowy, emitowany wyłącznie przez bank na podstawie przepisów ustawy – Prawo bankowe w celu pozyskania dodatkowych środków pieniężnych. W Polsce BPW może być nominowany w złotych lub w innej wymienialnej walucie. Wyrażenie zobowiązania banku z tytułu wyemitowania BPW w walucie obcej oznacza, że przedmiotem spełnienia świadczenia będzie kwota pieniężna nominowana w tej walucie, a nie kwota pieniężna wyrażona w złotych polskich, której wartość ustalono według kursu przeliczeniowego.
Zgodnie z wymogami zawartymi w Prawie bankowym, instrument ten musi zawierać w nazwie określenie „bankowy papier wartościowy” (art. 90 pr. bank.). Banki mogą emitować bankowe papiery wartościowe tylko na warunkach podanych do publicznej wiadomości. Proponowanie nabycia emitowanych papierów, m.in. poprzez środki masowego przekazu, nie wymaga zgody Komisji Nadzoru Finansowego. Banki-emitenci są natomiast zobowiązani do informowania KNF o zamierzonej emisji bankowych papierów wartościowych na 30 dni przed terminem emisji, wskazując warunki i wartość emisji.

## Rodzaje BPW
- materialne i zdematerializowane,
- imienne i na okaziciela,
- o stałym albo zmiennym oprocentowaniu,
- w walucie polskiej albo obcej,
- zerokuponowe (tzw. papiery dyskontowe)

## Treść BPW
Ustawa wymienia sześć elementów, które muszą znaleźć się w treści bankowego papieru wartościowego. Są to:
1. wartość nominalna,
2. zobowiązanie banku do:
  - naliczenia określonego oprocentowania według ustalonej stopy procentowej,
  - dokonania wypłaty oznaczonej kwoty osobie uprawnionej, w określonych terminach; osoba uprawniona nie może żądać od banku wykupu papieru przed upływem terminu, o ile treść papieru nie stanowi inaczej,
3. oznaczenie posiadacza papieru wartościowego, jeżeli jest to papier imienny, lub adnotację, że jest to papier wartościowy na okaziciela,
4. zasady przenoszenia praw wynikających z papieru wartościowego,
5. numer papieru wartościowego i data emisji,
6. podpisy osób upoważnionych do składania oświadczeń w zakresie praw i obowiązków majątkowych banku.

W treści bankowego papieru wartościowego, jak również w podanej przez emitenta do publicznej wiadomości informacji o warunkach emisji, nie mogą być zamieszczane porównania z warunkami emisji papierów wartościowych innych emitentów. Bankowe papiery wartościowe mogą być emitowane w formie dokumentu bądź w postaci zdematerializowanej. Zgodnie z przepisami pr. bank., w przypadku emisji zdematerializowanych bankowych papierów wartościowych depozyt wspomnianych instrumentów może być prowadzony przez: bank emitujący te papiery lub Krajowy Depozyt Papierów Wartościowych S.A. lub spółkę, której KDPW przekazał prowadzenie depozytu papierów wartościowych lub przedsiębiorstwo inwestycyjne (dom maklerski, bank prowadzący działalność maklerską, zagraniczny przedsiębiorca inwestycyjny prowadzący działalność maklerską na terytorium Polski).
Ustawa o Bankowym Funduszu Gwarancyjnym, systemie gwarantowania depozytów oraz przymusowej restrukturyzacji stanowi, że należności deponenta wynikające z bankowych papierów wartościowych (wyemitowanych przed 2 lipca 2014) są objęte ochroną gwarancyjną.